# COPE Miramar
COPE Miramar es una emisora de radio de Barcelona, España, propiedad de la Cadena COPE. Es una de las estaciones más antiguas del país, fue inaugurada en 1933 como EAJ-39 Radio Badalona. En 1941 se trasladó de Badalona a la vecina Barcelona y cambió el nombre a Radio Miramar. Su actual denominación data de 1991, cuando fue comprada por la Cadena COPE. Entre 2004 y 2009 emitió parcialmente la programación de Rock & Gol.

## Historia

### EAJ-39 Ràdio Badalona, la radio de la costa
La emisora nació al amparo del decreto promulgado el 8 de diciembre de 1932 por el Gobierno de la República, que autorizaba la creación de una emisora de poca potencia en cada municipio de España. En el caso de Badalona, el origen de su emisora está ligado a la figura de Joan Vidal Prat, un aficionado a la Telegrafía Sin Hilos (T.S.H.) y propietario de un comercio de electrónica, que ya en 1924 había sido uno de los creadores de la decana Ràdio Barcelona, a través de la Asociación Nacional de Radiodifusión. En 1929 Vidal instaló una emisora de radioaficionado en onda corta, con el indicativo EAR-165, con la que realizó las primeras experiencias de radiodifusión en su ciudad natal. En julio de 1933 obtuvo la autorización para emitir en onda media, con el indicativo EAJ-39. El propio Vidal Prat, con su padre, se encargó de la fabricación del equipo emisor, de 200 vatios de potencia. Tanto el centro emisor como los estudios se instalaron en el número 5 de la calle Sant Francesc, de Badalona. Existen discrepancias sobre la fecha de inauguración de las emisiones, siendo la más aceptada la del 13 de noviembre de 1933, siendo sus primeros locutores la tiple Anna Barbosa y su hermano y actor, Jaume.
La nueva emisora pronto consiguió gran popularidad, siendo conocida con el eslogan La emisora de la costa. Inicialmente emitía de las 12h. a 15h. y de 19h. a las 24h., horario que fue aumentando progresivamente. Su programación se basaba en gran medida en la música en directo, que interpretaban orquestas locales como el Trío Badalona. Junto a la música, se programaban, semanalmente, espacios de radioteatro, y se retransmitían algunas de las obras interpretadas en el cercano Teatro Zorrilla. También tenía un papel destacado la programación deportiva: en 1934 Radio Badalona protagonizó una de las primeras retransmisiones deportivas que se hicieron en España, con motivo de un partido del Campeonato de España de fútbol entre el CA Osasuna y el FC Badalona, que narró el periodista Pere Mitjans.
El agosto de 1936, poco después del inicio de la guerra civil española, la estación fue incautada por el Comité Central, que cambió el nombre a Radio CNT-FAI. Vidal fue apartado de la dirección, se remodeló íntegramente la programación y los estudios se trasladaron a un local confiscado por el sindicato CNT. A raíz de los Sucesos de mayo de 1937 la emisora fue clausurada y sus equipos desmantelados.
Tras la guerra, Vidal solicitó recuperar la emisora, lo que permitió que Radio Badalona fuese una de las primeras estaciones en volver a emitir tras la contienda, en 1939. Se incorporaron como nuevos locutores María Escrihuela y Joaquín Compte, con una programación basada en la música. Toda la emisión estaba estrictamente controlada por la censura. Por ello, cuando Compte, por error, radió un disco con el himno de la República, la estación fue clausurada y el director encarcelado, aunque un mes más tarde se reiniciaron las emisiones.

### De Badalona a Barcelona: Radio Miramar
Debido a las dificultades económicas de la época, Joan Vidal llegó a un acuerdo de venta privada con el empresario textil Estanislao Puiggrós, en el que Vidal aportaba la emisora y la concesión, a cambio de 100.000 pesetas y una participación en una nueva sociedad. Así, el 22 de octubre de 1941 la empresa Emisiones Radiofónicas Españolas, SA (ERESA) se convirtió en la nueva titular de la concesión, con Vidal al cargo de un 10% de las acciones de la sociedad y manteniendo la dirección de la emisora, que cambió el nombre por Radio Miramar, a la vez que se trasladó al edificio de la Torre Mena, en el barrio de Llefià.
La programación continuó siendo eminentemente musical y, entre canciones, se incluía información local, a cargo de los locutores María Costa y Carles Rodés, que se incorporaron para reemplazar a María Escrihuela y Joaquín Compte. En 1946 tuvo lugar un hecho trascendental en la historia de la emisora, al abandonar Badalona para instalar sus estudios y oficinas en el número 9 de la Plaza de Cataluña, en pleno centro de Barcelona. Este hecho provocó que Vidal, en desacuerdo con su socio Puiggrós, abandonase la radio. Con su salida, el cambio de nombre y el traslado a Barcelona, la emisora se quedaba desvinculada de su primitivo carácter badalonense, iniciando una fase de expansión en busca una audiencia más amplia.
En lugar de Vidal, Fernando Ochoa Urrutia asumió la dirección de la emisora. Se introdujeron importantes cambios en la programación para captar la audiencia del área metropolitana de Barcelona. Uno de los espacios de más éxito durante los años 1950 fue Campaña pro presos, a cargo de los padres mercedarios. En 1961 Joan Vidal ganó un pleito contra Puiggrós, recuperando la titularidad y la dirección de la emisora que él mismo había fundado.
En los años 1960 toda la programación se realizaba ya desde los estudios, con vistas al público, en la plaza de Cataluña. Entre los espacios de éxito de esta época se destaca el musical La vuelta al mundo en ochenta canciones, de Pepe Antequera. En 1970 Joan Vidal Prat se jubiló, dejando la dirección de Radio Miramar en manos de Marcelino Rodríguez de Castro.
A principios de los años 1970  se nombra como director de la emisora al señor Marcelino Rodríguez de Castro que colaboraba desde hacía tiempo con la emisora y con él se incorporaron a Miramar dos locutores históricos de la radio catalana. Por un lado, Salvador Escamilla, procedente de Radio Barcelona, que continuó en Miramar su emblemático Radioescope, espacio dedicado a la dilvulgación de la canción en catalán. Y durante la temporada 1971/72 Joaquín Soler Serrano presentó el espacio El radiobús, en el que recorría la geografía catalana con un estudio móvil. En 1977 Pepe Antequera dejó Radio Reloj de Radio España para regresar a Miramar con su espacio Los olés de la canción. Otro de los programas nacidos en esta época fue el infantil Niñolandia, presentado por Julia Bustamante y en el colaboraba en su infancia el Padre Apeles.
También durante los años años 1970 obtuvo una concesión en frecuencia modulada en Barcelona, poniendo en marcha un segundo canal de programación dedicado exclusivamente a la música en español, con el nombre Miramar FM y Olé.
En 1978 se produjo un nuevo cambio en la propiedad de Radio Miramar: Josep Maria Ballvé se convirtió en el accionista mayoritario de ERESA, tras adquirir las participaciones de la familia Serrano Suñer junto con Marcelino Rodríguez de Castro que se convirtió en el accionista minoritario. Marcelino Rodríguez de Castro, como director de la emisora, potenció el carácter de Miramar como emisora orientada al inmigrante, sobre todo al andaluz y al gallego, siendo él natural de esta última comunidad, del cinturón de Barcelona. Según el sociólogo Lorenzo Díaz en su obra La radio en España: "Radio Miramar fue la voz del charnego perdido en la ciudad. La radio popular del "emigrata" de la década progresista. Cuando la compraron J. M. Ballvé y Marcelino la remozaron y la condujeron al éxito".
Una de las primeras apuestas de Marcelino Rodríguez de Castro fue la contratación de la andaluza Encarna Sánchez, para conducir en las madrugadas el espacio de participación Encarna de noche. Con su estilo populista obtuvo un gran éxito de audiencia y, por ende, publicitario, reconocido con un Premio Ondas en 1981. Al margen de Encarna y del también veterano Andrés Caparrós, con su Casino Miramar, el resto de voces de Radio Miramar en esa época correspondían a jóvenes por entonces desconocidos para el gran público, y que luego se convertirían en destacados comunicadores. Uno de los ejemplos más significativos es el de Carlos Herrera, catalán de raíces andaluzas que tras empezar en Radio Mataró -emisora vinculada también a Ballvé- pasó a Radio Miramar para conducir Buenas tardes y, posteriormente, Radio a la vista y Caperucita y el lobo. En los últimos le acompañaba José Manuel Parada, quien anteriormente había presentado, con la también gallega Chelo García-Cortés, el espacio Meridiano 23. La también gallega Julia Otero se incorporó a Radio Miramar a principios de los ochenta, pasando inicialmente por los servicios informativos y luego por Radio a la vista junto a Herrera y Parada, para luego conduir varios espacios en solitario como el humorístico Bruja más que bruja, el musical Con faldas y a lo loco, las entrevistas de Café del domingo o el magacín Sábado noche.
La primavera de 1982 Ballvé se deshizo de la frecuencia en FM tras llegar a un acuerdo con Marcelino Rodríguez de Castro, quien cedió sus acciones en Radio Miramar a ERESA a cambio de quedarse con la propiedad de Miramar FM y Olé, que posteriormente transformó en Radio Minuto.
A principios de 1983 se produjo otro punto de inflexión en la historia de Radio Miramar, al asociarse a la COPE. Por entonces la cadena de la conferencia episcopal negociaba la incorporación de Luis del Olmo, quien había consechado un importante éxito de audiencia al frente del espacio matinal De costa a costa en Radio Nacional. Sin embargo, la COPE no disponía de emisora en Barcelona, localidad de residencia de Del Olmo, lo que propició el acuerdo con Josep Maria Ballvé, quien además era íntimo amigo del locutor de ponferradino. De este modo, el 1 de febrero de 1983 Luis del Olmo estrenó Protagonistas, realizado desde Radio Miramar, para todas las emisoras de la Cadena COPE, además de Radio España de Madrid. Siguiendo los pasos de Del Olmo, la voz de Encarna Sánchez también pasó a escucharse en todas las emisoras de la COPE, primero por las madrugadas con Encarna de noche y desde 1984 por las tardes con Directamente Encarna, logrando nuevamente un gran éxito de audiencia y publicidad.
En septiembre de 1986 el 70% de la emisión de Radio Miramar se realizaba en red con la Cadena COPE. Sin embargo, la relación entre ambas finalizó el 31 de julio de 1987, cuando la cadena de la Conferencia Episcopal decidió no renovar el contrato de asociación. El motivo es que, pocos meses antes, la COPE había conseguido en propiedad una frecuencia en FM para emitir en Barcelona, gracias a la compra de Radio Sabadell. Luis del Olmo fue nombrado presidente de la nueva emisora de la COPE, que pasó a llamarse Radio Popular de Barcelona. Junto a él, también Encarna Sánchez abandonó Radio Miramar para seguir en la Cadena COPE. El único programa de la COPE que Radio Miramar consiguió retener en su parrilla fue la tertúlia política La espuela, dirigida por Alejo García, presentada por Ramón Pi y Carlos Dávila y que contaba con las opiniones de Julián Lago, Pilar Cernuda y Emilio Romero.
Para suplir la marcha de sus dos principales estrellas, para la temporada 1987-88 Radio Miramar apostó por dos programas de corte femenino. Por la mañanas Julia Otero estaba al frente de Y nosotras, ¿qué?, que se presentaba como "un informativo hecho por y para las mujeres". Por las tardes, la marcha de Encarna Sánchez fue reemplazada con el magacín Las tardes de Odette, de Odette Pinto. Otra de las novedades de esa temporada fue Por fin solos o la radio prohibida, un espacio conducido por Marta Puertolas en las madrugadas y que trataba temas considerados tabú como el sexo o los fenómenos paranormales. Por las mañanas, tras Otero, Ricardo Aparicio presentaba el magacín La consulta, dirigido por José Joaquín Marroquí. La programación del fin de semana contaba con espacios como Galería Miramar de Mario Beut, Con su grata compañía, de Pepe Antequera y Sábado de Pascua de Pascua.
Tras la ruptura con la COPE, Miramar inició una nueva asociación con Radio España de Madrid, que bajo la gestión de Eugenio Fontán había iniciado un proceso de expansión por toda el país con el nombre de Cadena Ibérica. A pesar de la asociación, Miramar mantuvo la mayor parte de su programación propia, salvo excepciones como La espuela, realizado desde la emisora madrileña. Cadena Ibérica se amplió en diciembre de 1987, cuando Josep María Ballvé, a través de la sociedad Ipar Onda, SA, compró emisoras en las tres capitales del País Vasco (Bilbao, San Sebastián y Vitoria), que se convirtieron en Radio Miramar, emitiendo la programación de Barcelona con algunas desconexiones locales.
En su nueva etapa Radio Miramar no logró repetir los éxitos de antaño, debido en parte a la ausencia de locutores estrella y en parte porque en España las emisoras de onda media estaban ya en claro declive frente al crecimiento de audiencia en la radiodifusión por frecuencia modulada. La vinculación con Cadena Ibérica se mantuvo hasta el verano de 1991, cuando la Cadena COPE compró parte de las acciones de Radio Miramar y le cambió el nombre por COPE Miramar. Miramar pasaba a radiar la misma programación que emitía, en FM, COPE Barcelona, que a su vez redifundía en cadena la emisión de la COPE en Madrid, quedando únicamente como programación propia en Barcelona una franja de tres horas diarias (13 a 16 h). Profesionales como Odette Pinto tuvieron que buscar acomodo en otras emisoras como Radio Salud, también propiedad de Josep Maria Ballvé, ya que la franja de tarde volvió a ser ocupada por Encarna Sánchez.
En 2004 la sociedad ERESA se disolvió, transfiriendo la emisora y su concesión a Radio Popular, SA. En octubre de 2004 por la frecuencia de COPE Miramar empezó a emitir también Rock & Gol, cadena temática de música y deportes, propiedad también de Radio Popular, SA. La emisión se realizaba compartiendo las horas de programación: por las madrugadas, mañanas y mediodías (de 1:30 a 16 h) se emitía la programación convencional de la COPE y por las tardes y noches (de 16h a 1:30h) se emitía la de Rock & Gol. Esta situación de mantuvo cinco años, hasta octubre de 2009, cuando Rock & Gol pasó a emitir en Barcelona por FM.
Actualmente desde 2011 las frecuencias de Radio Miramar/Miramar FM y Olé/Cope Mirarmar en FM emiten Rock FM.
Actualmente desde marzo de 2013 las frecuencias de Radio Miramar/Miramar FM y Olé/Cope Mirarmar en onda media emiten programación nacional de España de COPE y programación autonómica de Catalunya y Andorra de Onda Rambla.